# Cratere Mohorovičić
Mohorovičić è un cratere lunare di 49,97 km situato nella parte sud-orientale della faccia nascosta della Luna.